# Dichotomophthoropsis safeeulaensis
Dichotomophthoropsis safeeulaensis är en svampart som beskrevs av Bhat, Rasheed & Sheeba 1990. Dichotomophthoropsis safeeulaensis ingår i släktet Dichotomophthoropsis, divisionen sporsäcksvampar och riket svampar.   Inga underarter finns listade i Catalogue of Life.